# José Sánchez Cerquero
José Sánchez Cerquero (San Fernando, 1784 - Cádiz, 1850) fue un científico y astrónomo español. 